# Europaspiele 2015/Teilnehmer (Schweiz)
| Gelbes Symbol für Goldmedaillen mit stilisierten Olympischen Ringen | Graues Symbol für Silbermedaillen mit stilisierten Olympischen Ringen | Braundes Symbol für Bronzemedaillen mit stilisierten Olympischen Ringen |
| ------------------------------------------------------------------- | --------------------------------------------------------------------- | ----------------------------------------------------------------------- |
| 7                                                                   | 4                                                                     | 4                                                                       |

Die Schweiz nahm in Baku an den Europaspielen 2015 teil. Von der Swiss Olympic Association wurden 140 Athleten in 23 Sportarten nominiert.

## Badminton
| Athleten                       | Wettbewerb | Gruppenphase                    | Gruppenphase        | Gruppenphase | Gruppenphase | Achtelfinale | Achtelfinale | Viertelfinale | Viertelfinale | Halbfinale | Halbfinale | Finale | Finale   | Rang |
| Athleten                       | Wettbewerb | Gegner                          | Ergebnis            | Punkte       | Rang         | Gegner       | Ergebnis     | Gegner        | Ergebnis      | Gegner     | Ergebnis   | Gegner | Ergebnis | Rang |
| ------------------------------ | ---------- | ------------------------------- | ------------------- | ------------ | ------------ | ------------ | ------------ | ------------- | ------------- | ---------- | ---------- | ------ | -------- | ---- |
| Männer                         |            |                                 |                     |              |              |              |              |               |               |            |            |        |          |      |
| Mathias Bonny                  | Einzel     | Emre Vural                      | 9:21, 14:21         | 2            | 3            | –            | –            | –             | –             | –          | –          | –      | –        |      |
| Mathias Bonny                  | Einzel     | Igor Bjelan                     | 21:8, 21:18         | 2            | 3            | –            | –            | –             | –             | –          | –          | –      | –        |      |
| Mathias Bonny                  | Einzel     | Petr Koukal                     | 16:21, 14:21        | 2            | 3            | –            | –            | –             | –             | –          | –          | –      | –        |      |
| Mixed                          |            |                                 |                     |              |              |              |              |               |               |            |            |        |          |      |
| Céline Burkart Oliver Schaller | Doppel     | Steffi Annys Floris Oleffe      | 13:21, 23:21, 25:23 | 2            | 3            | –            | –            | –             | –             | –          | –          | –      | –        |      |
| Céline Burkart Oliver Schaller | Doppel     | Aneta Wojtkowska Paweł Pietryja | 13:21, 10:21        | 2            | 3            | –            | –            | –             | –             | –          | –          | –      | –        |      |
| Céline Burkart Oliver Schaller | Doppel     | Nina Vislova Vitalij Durkin     | 12:21, 10:21        | 2            | 3            | –            | –            | –             | –             | –          | –          | –      | –        |      |

## Basketball 3x3
| Athleten                                                       | Gruppenphase                                             | Achtelfinale | Achtelfinale | Viertelfinale | Viertelfinale | Halbfinale | Halbfinale | Finale/Spiel um Bronze | Finale/Spiel um Bronze | Rang |
| Athleten                                                       | Gruppenphase                                             | Gegner       | Ergebnis     | Gegner        | Ergebnis      | Gegner     | Ergebnis   | Gegner                 | Ergebnis               | Rang |
| -------------------------------------------------------------- | -------------------------------------------------------- | ------------ | ------------ | ------------- | ------------- | ---------- | ---------- | ---------------------- | ---------------------- | ---- |
| Frauen                                                         |                                                          |              |              |               |               |            |            |                        |                        |      |
| Marielle Giroud Sarah Kershaw Alexia Rol Dorothee Studer       | Niederlande 15:14 Aserbaidschan 15:11 Griechenland 18:16 | Israel       | 14:7         | Slowenien     | 11:17         | –          | –          | –                      | –                      |      |
| Männer                                                         |                                                          |              |              |               |               |            |            |                        |                        |      |
| Evrard Atcho Westher Molteni Nicola Stevanovic Mathias Tolusso | Tschechien 10:21 Andorra 10:16 Aserbaidschan 9:17        | Slowenien    | 14:16        | –             | –             | –          | –          | –                      | –                      |      |

## Beachsoccer
| Wettbewerb       | Männer |
| ---------------- | --- |
| Athleten         | Philipp Borer Glenn Hodel Kaspar Jaeggy Moritz Jaeggy Valentin Jaeggy Stephan Leu Samuel Lutz Noel Ott Sandro Spaccarotella Nico Stalder Dejan Stanković Nicola Werder |
| Gruppenphase     | Ukraine 5:4 Aserbaidschan 7:4 Portugal 5:6 |
| Halbfinale       | Italien 4:7 |
| Spiel um Platz 3 | Portugal 5:6 |
| Finale           | – |
| Platzierung      | 4 |

## Beachvolleyball
| Athleten                             | Gruppenphase                                    | 1. Runde (32er) | 1. Runde (32er) | Achtelfinale                                       | Achtelfinale | Viertelfinale                                       | Viertelfinale | Halbfinale                                  | Halbfinale | Finale/Spiel um Bronze                                | Finale/Spiel um Bronze | Rang |
| Athleten                             | Gruppenphase                                    | Gegner          | Ergebnis        | Gegner                                             | Ergebnis     | Gegner                                              | Ergebnis      | Gegner                                      | Ergebnis   | Gegner                                                | Ergebnis               | Rang |
| ------------------------------------ | ----------------------------------------------- | --------------- | --------------- | -------------------------------------------------- | ------------ | --------------------------------------------------- | ------------- | ------------------------------------------- | ---------- | ----------------------------------------------------- | ---------------------- | ---- |
| Frauen                               |                                                 |                 |                 |                                                    |              |                                                     |               |                                             |            |                                                       |                        |      |
| Nina Betschart Nicole Eiholzer       | Dänemark 2:0 Niederlande 2:0 Russland 2:1       | –               | –               | Lettland Tīna Graudiņa Marta Ozoliņa               | 2:1          | Spanien Ángela Lobato Herrero Paula Soria Gutiérrez | 2:0           | Italien Laura Giombini Giulia Toti          | 2:0        | Österreich Lena Plesiutschnig Katharina Schützenhöfer | 2:1                    | Gold |
| Männer                               |                                                 |                 |                 |                                                    |              |                                                     |               |                                             |            |                                                       |                        |      |
| Sébastien Chevallier Marco Krattiger | Frankreich 2:1 Tschechien 2:1 Aserbaidschan 2:0 | –               | –               | Frankreich Jean-Baptiste Daguerre Yannick Salvetti | 2:1          | Tschechien Jan Hadrava Přemysl Kubala               | 0:2           | –                                           | –          | –                                                     | –                      | 5-8  |
| Gabriel Kissling Alexei Strasser     | Spanien 0:2 Polen 2:0 Ukraine 2:0               | –               | –               | Tschechien Jan Dumek Robert Kufa                   | 2:0          | Österreich Lorenz Petutschnig Tobias Winter         | 2:1           | Russland Dmitri Barsuk Jaroslaw Koschkarjow | 0:2        | Tschechien Jan Hadrava Přemysl Kubala                 | 0:2                    | 4    |

## Bogenschießen
| Athleten                       | Wettbewerb | Platzierungsrunde | Platzierungsrunde | 1. Runde (64er)   | 1. Runde (64er) | 2. Runde (32er) | 2. Runde (32er) | Achtelfinale | Achtelfinale | Viertelfinale | Viertelfinale | Halbfinale | Halbfinale | Finale | Finale   | Rang  |
| Athleten                       | Wettbewerb | Ringe             | Rang              | Gegner            | Ergebnis        | Gegner          | Ergebnis        | Gegner       | Ergebnis     | Gegner        | Ergebnis      | Gegner     | Ergebnis   | Gegner | Ergebnis | Rang  |
| ------------------------------ | ---------- | ----------------- | ----------------- | ----------------- | --------------- | --------------- | --------------- | ------------ | ------------ | ------------- | ------------- | ---------- | ---------- | ------ | -------- | ----- |
| Frauen                         |            |                   |                   |                   |                 |                 |                 |              |              |               |               |            |            |        |          |       |
| Celine Schobinger              | Einzel     | 628               | 33                | Adriana Zuranska  | 4 : 6           | –               | –               | –            | –            | –             | –             | –          | –          | –      | –        | 33–64 |
| Iliana Deineko                 | Einzel     | 600               | 56                | Karina Winter     | 0 : 6           | –               | –               | –            | –            | –             | –             | –          | –          | –      | –        | 33–64 |
| Nathalie Dielen                | Einzel     | 594               | 58                | Inna Stepanowa    | 3 : 7           | –               | –               | –            | –            | –             | –             | –          | –          | –      | –        | 33–64 |
| Mannschaft                     | Mannschaft | 1822              | 15                | –                 | –               | –               | –               | Russland     | 2 : 6        | –             | –             | –          | –          | –      | –        | 9-16  |
| Männer                         |            |                   |                   |                   |                 |                 |                 |              |              |               |               |            |            |        |          |       |
| Adrian Faber                   | Einzel     | 641               | 47                | Markijan Iwaschko | 4 : 6           | –               | –               | –            | –            | –             | –             | –          | –          | –      | –        | 33–64 |
| Mixed                          |            |                   |                   |                   |                 |                 |                 |              |              |               |               |            |            |        |          |       |
| Celine Schobinger Adrian Faber | Team       | 1269              | 20                | –                 | –               | –               | –               | –            | –            | –             | –             | –          | –          | –      | –        | 17–29 |

## Boxen
| Athleten       | Wettbewerb                    | 1. Runde (32er)    | 1. Runde (32er) | Achtelfinale          | Achtelfinale | Viertelfinale   | Viertelfinale | Halbfinale | Halbfinale | Finale | Finale   | Rang |
| Athleten       | Wettbewerb                    | Gegner             | Ergebnis        | Gegner                | Ergebnis     | Gegner          | Ergebnis      | Gegner     | Ergebnis   | Gegner | Ergebnis | Rang |
| -------------- | ----------------------------- | ------------------ | --------------- | --------------------- | ------------ | --------------- | ------------- | ---------- | ---------- | ------ | -------- | ---- |
| Frauen         |                               |                    |                 |                       |              |                 |               |            |            |        |          |      |
| Sandra Brügger | Leichtgewicht bis 60 kg       | –                  | –               | Sinaida Dobrynina     | 0:3          | –               | –             | –          | –          | –      | –        |      |
| Anais Kistler  | Leichtweltergewicht bis 64 kg | –                  | –               | –                     | –            | Aneta Rygielska | 0:2           | –          | –          | –      | –        |      |
| Männer         |                               |                    |                 |                       |              |                 |               |            |            |        |          |      |
| Uke Smajli     | Halbschwergewicht bis 81 kg   | Alexandru Machedon | 3:0             | Valentino Manfredonia | 0:3          | –               | –             | –          | –          | –      | –        |      |

## Fechten
| Athleten         | Wettbewerb       | Gruppenphase | Gruppenphase | 1. Runde (32er)  | 1. Runde (32er) | Achtelfinale  | Achtelfinale | Viertelfinale | Viertelfinale | Halbfinale / Klassifikation | Halbfinale / Klassifikation | Finale / Platzierung | Finale / Platzierung | Rang |
| Athleten         | Wettbewerb       | Bilanz       | Platzierung  | Gegner           | Ergebnis        | Gegner        | Ergebnis     | Gegner        | Ergebnis      | Gegner                      | Ergebnis                    | Gegner               | Ergebnis             | Rang |
| ---------------- | ---------------- | ------------ | ------------ | ---------------- | --------------- | ------------- | ------------ | ------------- | ------------- | --------------------------- | --------------------------- | -------------------- | -------------------- | ---- |
| Männer           |                  |              |              |                  |                 |               |              |               |               |                             |                             |                      |                      |      |
| Bruce Brunold    | Degen Einzel     | 3:3 Siege    | 6            | Marco Fichera    | 10:15           | –             | –            | –             | –             | –                           | –                           | –                    | –                    |      |
| Georg Kuhn       | Degen Einzel     | 4:2 Siege    | 4            | Michele Niggeler | 13:15           | –             | –            | –             | –             | –                           | –                           | –                    | –                    |      |
| Michele Niggeler | Degen Einzel     | 3:3 Siege    | 5            | Georg Kuhn       | 15:13           | Niko Vuorinen | 14:15        | –             | –             | –                           | –                           | –                    | –                    |      |
| Florian Staub    | Degen Einzel     | 1:5 Siege    | 7            | –                | –               | –             | –            | –             | –             | –                           | –                           | –                    | –                    |      |
| Degen Mannschaft | Degen Mannschaft | –            | –            | –                | –               | –             | –            | –             | –             | Russland                    | 38:43                       | Italien              | 40:44                | 4    |

## Judo
| Athleten           | Wettbewerb       | 1. Runde           | 1. Runde  | 2. Runde           | 2. Runde  | Achtelfinale      | Achtelfinale | Viertelfinale     | Viertelfinale | Hoffnungsrunde Halbfinale | Hoffnungsrunde Halbfinale | Halbfinale | Halbfinale | Hoffnungsrunde Finale | Hoffnungsrunde Finale | Finale / Kampf um Bronze | Finale / Kampf um Bronze | Rang   |
| Athleten           | Wettbewerb       | Gegner             | Ergebnis  | Gegner             | Ergebnis  | Gegner            | Ergebnis     | Gegner            | Ergebnis      | Gegner                    | Ergebnis                  | Gegner     | Ergebnis   | Gegner                | Ergebnis              | Gegner                   | Ergebnis                 | Rang   |
| ------------------ | ---------------- | ------------------ | --------- | ------------------ | --------- | ----------------- | ------------ | ----------------- | ------------- | ------------------------- | ------------------------- | ---------- | ---------- | --------------------- | --------------------- | ------------------------ | ------------------------ | ------ |
| Frauen             |                  |                    |           |                    |           |                   |              |                   |               |                           |                           |            |            |                       |                       |                          |                          |        |
| Evelyne Tschopp    | Klasse bis 52 kg | –                  | –         | Ayse Arca          | 0100-0001 | Annabelle Euranie | 0001-1002    | –                 | –             | –                         | –                         | –          | –          | –                     | –                     | –                        | –                        |        |
| Emilie Amaron      | Klasse bis 57 kg | –                  | –         | Tina Zeltner       | 000-110   | –                 | –            | –                 | –             | –                         | –                         | –          | –          | –                     | –                     | –                        | –                        |        |
| Larissa Csatari    | Klasse bis 57 kg | –                  | –         | Loredana Ohai      | 0001-0011 | –                 | –            | –                 | –             | –                         | –                         | –          | –          | –                     | –                     | –                        | –                        |        |
| Juliane Robra      | Klasse bis 70 kg | –                  | –         | Anka Pogacnik      | 0112-0000 | Barbara Matić     | 1101-0001    | Laura Vargas Koch | 0002-0110     | Katarzyna Kłys            | 0001-0112                 | –          | –          | –                     | –                     | –                        | –                        |        |
| Männer             |                  |                    |           |                    |           |                   |              |                   |               |                           |                           |            |            |                       |                       |                          |                          |        |
| Ludovic Chammartin | Klasse bis 60 kg | –                  | –         | Janislaw Gertschew | 0000-0003 | Ludwig Paischer   | 100-000      | Orxan Səfərov     | 0002-0110     | Howhannes Dawtjan         | 0113-0000                 | –          | –          | –                     | –                     | Jeroen Mooren            | 0103-0001                | Bronze |
| Ciril Grossklaus   | Klasse bis 90 kg | –                  | –         | Kirill Woprossow   | 0101-0001 | Guillaume Elmont  | 0002-1002    | –                 | –             | –                         | –                         | –          | –          | –                     | –                     | –                        | –                        |        |
| Domenic Wenzinger  | Klasse bis 90 kg | Frazer Chamberlain | 1001-0002 | Kirill Denissow    | 0002-1000 | –                 | –            | –                 | –             | –                         | –                         | –          | –          | –                     | –                     | –                        | –                        |        |

## Kanu
| Athleten   | Wettbewerb | Vorlauf    | Vorlauf | Halbfinale | Halbfinale | Finale     | Finale | Rang |
| Athleten   | Wettbewerb | Zeit (min) | Rang    | Zeit (min) | Rang       | Zeit (min) | Rang   | Rang |
| ---------- | ---------- | ---------- | ------- | ---------- | ---------- | ---------- | ------ | ---- |
| Männer     |            |            |         |            |            |            |        |      |
| Fabio Wyss | K1 1000 m  | 3:38,626   | 2       | 3:29,661   | 4          | 3:37,377   | 15     | 15   |
| Fabio Wyss | K1 5000 m  | –          | –       | –          | –          | 21:32,391  | 9      | 9    |

## Karate
| Athleten      | Wettbewerb       | Gruppenphase                                     | Gruppenphase | Halbfinale              | Halbfinale | Finale/Kampf um Bronze | Finale/Kampf um Bronze | Rang |
| Athleten      | Wettbewerb       | Gegner                                           | Ergebnis     | Gegner                  | Ergebnis   | Gegner                 | Ergebnis               | Rang |
| ------------- | ---------------- | ------------------------------------------------ | ------------ | ----------------------- | ---------- | ---------------------- | ---------------------- | ---- |
| Frauen        |                  |                                                  |              |                         |            |                        |                        |      |
| Elena Quirici | Kumite bis 68 kg | Telma Frimannsdottir Hafsa Burucu Marina Raković | 9:0 1:0 0:1  | Alisa Theresa Buchinger | 0:2        | Marina Raković         | 0:4                    | 4    |

## Radsport

### BMX
| Athleten     | Wettbewerb | Qualifikation | Qualifikation | Viertelfinale | Viertelfinale | Halbfinale | Halbfinale | Finale | Finale | Rang   |
| Athleten     | Wettbewerb | Zeit          | Rang          | Punkte        | Rang          | Punkte     | Rang       | Zeit   | Rang   | Rang   |
| ------------ | ---------- | ------------- | ------------- | ------------- | ------------- | ---------- | ---------- | ------ | ------ | ------ |
| Männer       |            |               |               |               |               |            |            |        |        |        |
| Renaud Blanc | Race       | 33,618 s      | 5             | 8             | 2             | 7          | 7          | –      | –      |        |
| David Graf   | Race       | 33,189 s      | 2             | 11            | 4             | 4          | 4          | 34,166 | 3      | Bronze |

### Mountainbike
| Athleten           | Wettbewerb    | Zeit (h) | Rang   |
| ------------------ | ------------- | -------- | ------ |
| Frauen             |               |          |        |
| Linda Indergand    | Cross-Country | 1:35:16  | 5      |
| Jolanda Neff       | Cross-Country | 1:31:05  | Gold   |
| Kathrin Stirnemann | Cross-Country | 1:33:08  | Silber |
| Männer             |               |          |        |
| Lukas Fluckiger    | Cross-Country | 1:41:17  | Silber |
| Fabian Giger       | Cross-Country | 1:41:37  | Bronze |
| Nino Schurter      | Cross-Country | 1:41:04  | Gold   |

### Straße
| Athleten          | Wettbewerb      | Zeit                 | Rang                 |
| ----------------- | --------------- | -------------------- | -------------------- |
| Männer            |                 |                      |                      |
| Lukas Jaun        | Straßenrennen   | 5:33:30              | 26                   |
| Martin Kohler     | Straßenrennen   | 5:33:39              | 27                   |
| Martin Kohler     | Einzelzeitfahrt | 1:05:23,81           | 26                   |
| Simon Pellaud     | Straßenrennen   | Rennen nicht beendet | Rennen nicht beendet |
| Patrick Schelling | Straßenrennen   | 5:31:47              | 20                   |
| Simon Zahner      | Straßenrennen   | 5:32:13              | 23                   |

## Ringen
| Athleten                         | Wettbewerb       | 1. Runde          | 1. Runde | Achtelfinale   | Achtelfinale | Viertelfinale | Viertelfinale | Halbfinale | Halbfinale | Hoffnungsrunde Viertelfinale | Hoffnungsrunde Viertelfinale | Hoffnungsrunde Halbfinale | Hoffnungsrunde Halbfinale | Hoffnungsrunde Finale | Hoffnungsrunde Finale | Finale | Finale   | Rang |
| Athleten                         | Wettbewerb       | Gegner            | Ergebnis | Gegner         | Ergebnis     | Gegner        | Ergebnis      | Gegner     | Ergebnis   | Gegner                       | Ergebnis                     | Gegner                    | Ergebnis                  | Gegner                | Ergebnis              | Gegner | Ergebnis | Rang |
| -------------------------------- | ---------------- | ----------------- | -------- | -------------- | ------------ | ------------- | ------------- | ---------- | ---------- | ---------------------------- | ---------------------------- | ------------------------- | ------------------------- | --------------------- | --------------------- | ------ | -------- | ---- |
| Freistil Frauen                  |                  |                   |          |                |              |               |               |            |            |                              |                              |                           |                           |                       |                       |        |          |      |
| Nadine Tokar                     | Klasse bis 53 kg | –                 | –        | Roksana Zasina | 0:5          | –             | –             | –          | –          | Lilja Horischna              | 0:4                          | –                         | –                         | –                     | –                     | –      | –        | –    |
| griechisch-römischer Stil Männer |                  |                   |          |                |              |               |               |            |            |                              |                              |                           |                           |                       |                       |        |          |      |
| Damian Dietsche                  | Klasse bis 75 kg | Lascha Gobadse    | 1:3      | –              | –            | –             | –             | –          | –          | –                            | –                            | –                         | –                         | –                     | –                     | –      | –        |      |
| Jonas Bossert                    | Klasse bis 80 kg | Ricardo Gil Sorli | 5:0      | Mark Madsen    | 0:4          | –             | –             | –          | –          | –                            | –                            | –                         | –                         | –                     | –                     | –      | –        |      |
| Freistil Männer                  |                  |                   |          |                |              |               |               |            |            |                              |                              |                           |                           |                       |                       |        |          |      |
| Steven Graf                      | Klasse bis 65 kg | –                 | –        | Maxime Fiquet  | 1:3          | –             | –             | –          | –          | –                            | –                            | –                         | –                         | –                     | –                     | –      | –        |      |
| Stefan Reichmuth                 | Klasse bis 74 kg | Alexandru Burcă   | 1:3      | –              | –            | –             | –             | –          | –          | –                            | –                            | –                         | –                         | –                     | –                     | –      | –        |      |
| Marco Riesen                     | Klasse bis 86 kg | István Veréb      | 1:3      | –              | –            | –             | –             | –          | –          | –                            | –                            | –                         | –                         | –                     | –                     | –      | –        |      |
| Philipp Hutter                   | Klasse bis 97 kg | –                 | –        | Jozef Jaloviar | 3:1          | –             | –             | –          | –          | –                            | –                            | –                         | –                         | –                     | –                     | –      | –        |      |

## Schießen
| Athleten                       | Klasse  | Wettbewerb                           | Qualifikation   | Qualifikation | Finale          | Finale | Rang   |
| Athleten                       | Klasse  | Wettbewerb                           | Ringe/ Scheiben | Rang          | Ringe/ Scheiben | Rang   | Rang   |
| ------------------------------ | ------- | ------------------------------------ | --------------- | ------------- | --------------- | ------ | ------ |
| Frauen                         |         |                                      |                 |               |                 |        |        |
| Sarah Hornung                  | Gewehr  | Luftgewehr 10 m                      | 415,7           | 8             | 207,7           | 2      | Silber |
| Petra Lustenberger             | Gewehr  | Kleinkaliber Dreistellungskampf 50 m | 580             | 4             | 409,5           | 6      | 6      |
| Jasmin Mischler                | Gewehr  | Luftgewehr 10 m                      | 412,4           | 20            | –               | –      |        |
| Marina Schnider                | Gewehr  | Kleinkaliber Dreistellungskampf 50 m | 575             | 21            | –               | –      |        |
| Heidi Diethelm Gerber          | Pistole | Luftpistole 10 m                     | 386             | 7             | 97,7            | 7      | 7      |
| Heidi Diethelm Gerber          | Pistole | Sportpistole 25 m                    | 578             | 7             | 8               | 1      | Gold   |
| Männer                         |         |                                      |                 |               |                 |        |        |
| Fabio Ramella                  | Flinte  | Skeet                                | 121             | 8             | –               | –      |        |
| Simon Beyeler                  | Gewehr  | Kleinkaliber Dreistellungskampf 50 m | 1142            | 21            | –               | –      |        |
| Simon Beyeler                  | Gewehr  | Kleinkaliber liegend 50 m            | 603,3           | 37            | –               | –      |        |
| Claude-Alain Delley            | Gewehr  | Kleinkaliber liegend 50 m            | 612,4           | 22            | –               | –      |        |
| Jan Lochbihler                 | Gewehr  | Luftgewehr 10 m                      | 614,2           | 34            | –               | –      |        |
| Jan Lochbihler                 | Gewehr  | Kleinkaliber Dreistellungskampf 50 m | 1152            | 8             | 397,6           | 8      | 8      |
| Pascal Loretan                 | Gewehr  | Luftgewehr 10 m                      | 617,6           | 32            | –               | –      |        |
| Mixed                          |         |                                      |                 |               |                 |        |        |
| Jasmin Mischler Pascal Loretan | Gewehr  | Luftpistole 10 m                     | 513,3           | 12            | –               | –      |        |

## Taekwondo
| Athleten        | Wettbewerb       | Achtelfinale             | Achtelfinale | Viertelfinale | Viertelfinale | Hoffnungsrunde Halbfinale | Hoffnungsrunde Halbfinale | Halbfinale | Halbfinale | Hoffnungsrunde Finale / Bronzekampf | Hoffnungsrunde Finale / Bronzekampf | Finale | Finale   | Rang |
| Athleten        | Wettbewerb       | Gegner                   | Ergebnis     | Gegner        | Ergebnis      | Gegner                    | Ergebnis                  | Gegner     | Ergebnis   | Gegner                              | Ergebnis                            | Gegner | Ergebnis | Rang |
| --------------- | ---------------- | ------------------------ | ------------ | ------------- | ------------- | ------------------------- | ------------------------- | ---------- | ---------- | ----------------------------------- | ----------------------------------- | ------ | -------- | ---- |
| Frauen          |                  |                          |              |               |               |                           |                           |            |            |                                     |                                     |        |          |      |
| Manuela Bezzola | Klasse bis 57 kg | Floriane Liborio         | 0:6          | –             | –             | –                         | –                         | –          | –          | –                                   | –                                   | –      | –        | 9–16 |
| Nina Klaey      | Klasse bis 67 kg | Lua Maria Pineiro Devesa | 5:7          | –             | –             | –                         | –                         | –          | –          | –                                   | –                                   | –      | –        | 9–16 |

## Tischtennis
| Athleten     | Wettbewerb | 1. Runde     | 1. Runde | 2. Runde | 2. Runde | Achtelfinale | Achtelfinale | Viertelfinale | Viertelfinale | Halbfinale | Halbfinale | Finale/Spiel um Platz 3 | Finale/Spiel um Platz 3 | Rang |
| Athleten     | Wettbewerb | Gegner       | Ergebnis | Gegner   | Ergebnis | Gegner       | Ergebnis     | Gegner        | Ergebnis      | Gegner     | Ergebnis   | Gegner                  | Ergebnis                | Rang |
| ------------ | ---------- | ------------ | -------- | -------- | -------- | ------------ | ------------ | ------------- | ------------- | ---------- | ---------- | ----------------------- | ----------------------- | ---- |
| Frauen       |            |              |          |          |          |              |              |               |               |            |            |                         |                         |      |
| Rachel Moret | Einzel     | Jana Noskowa | 1:4      | –        | –        | –            | –            | –             | –             | –          | –          | –                       | –                       |      |

## Triathlon
| Athleten          | Wettbewerb | Zeit (h) | Rang |
| ----------------- | ---------- | -------- | ---- |
| Frauen            |            |          |      |
| Nicola Spirig     | Einzel     | 2:00:28  | Gold |
| Männer            |            |          |      |
| Andrea Salvisberg | Einzel     | 1:50:07  | 9    |

## Turnen

### Geräteturnen
| Athletinnen        | Wettbewerb           | Sprung | Sprung | Stufenbarren | Stufenbarren | Boden  | Boden | Schwebebalken | Schwebebalken | Gesamt  | Gesamt |
| Athletinnen        | Wettbewerb           | Punkte | Rang   | Punkte       | Rang         | Punkte | Rang  | Punkte        | Rang          | Punkte  | Rang   |
| ------------------ | -------------------- | ------ | ------ | ------------ | ------------ | ------ | ----- | ------------- | ------------- | ------- | ------ |
| Frauen             |                      |        |        |              |              |        |       |               |               |         |        |
| Caterina Barloggio | Qualifikation        | –      | –      | 10,266       | 67           | 12,833 | 24    | 12,666        | 27            | –       | –      |
| Jessica Diacci     | Qualifikation        | –      | –      | 12,900       | 24           | 12,566 | 38    | 11,333        | 58            | 50,599  | 33     |
| Giulia Steingruber | Qualifikation        | 14,849 | 1      | 13,066       | 20           | 13,633 | 5     | 14,400        | 3             | 56,565  | 4      |
| Giulia Steingruber | Sprung               | 14,999 | Gold   | –            | –            | –      | –     | –             | –             | –       | –      |
| Giulia Steingruber | Boden                | –      | –      | –            | –            | 14,266 | Gold  | –             | –             | –       | –      |
| Giulia Steingruber | Schwebebalken        | –      | –      | –            | –            | –      | –     | 13,700        | Bronze        | –       | –      |
| Giulia Steingruber | Mehrkampf Einzel     | 15,600 | 1      | 13,133       | 9            | 14,200 | 1     | 13,766        | 3             | 56,699  | Silber |
| Mannschaft         | Mehrkampf Mannschaft | 29,266 | 2      | 25,966       | 9            | 26,466 | 8     | 27,066        | 5             | 108,764 | 6      |

| Athleten      | Wettbewerb           | Boden  | Boden | Pauschenpferd | Pauschenpferd | Ringe  | Ringe | Sprung | Sprung | Barren | Barren | Reck   | Reck | Gesamt  | Gesamt |
| Athleten      | Wettbewerb           | Punkte | Rang  | Punkte        | Rang          | Punkte | Rang  | Punkte | Rang   | Punkte | Rang   | Punkte | Rang | Punkte  | Rang   |
| ------------- | -------------------- | ------ | ----- | ------------- | ------------- | ------ | ----- | ------ | ------ | ------ | ------ | ------ | ---- | ------- | ------ |
| Männer        |                      |        |       |               |               |        |       |        |        |        |        |        |      |         |        |
| Michael Meier | Qualifikation        | 13,466 | 54    | 13,066        | 39            | 13,466 | 30    | 13,716 | 12     | 13,733 | 37     | 12,100 | 75   | 79,264  | 43     |
| Marco Rizzo   | Qualifikation        | 15,000 | 8     | 12,600        | 51            | 13,033 | 49    | 14,399 | 8      | 13,166 | 57     | 13,433 | 48   | 81,665  | 29     |
| Taha Serhani  | Qualifikation        | 14,033 | 33    | 12,566        | 53            | 13,166 | 42    | –      | –      | 13,433 | 45     | 13,966 | 27   | 81,864  | 25     |
| Taha Serhani  | Mehrkampf Einzel     | 14,533 | 7     | 13,566        | 13            | 13,433 | 11    | 14,233 | 12     | 14,333 | 8      | 14,000 | 7    | 84,098  | 9      |
| Mannschaft    | Mehrkampf Mannschaft | 29,033 | 7     | 25,666        | 16            | 26,632 | 18    | 29,133 | 8      | 27,166 | 20     | 27,399 | 15   | 165,029 | 12     |

### Trampolin
| Athleten                    | Wettbewerb | Qualifikation | Qualifikation | Finale | Finale | Rang |
| Athleten                    | Wettbewerb | Punkte        | Rang          | Punkte | Rang   | Rang |
| --------------------------- | ---------- | ------------- | ------------- | ------ | ------ | ---- |
| Frauen                      |            |               |               |        |        |      |
| Fanny Chilo Sylvie Wirth    | Synchron   | 27,100        | 10            | –      | –      |      |
| Männer                      |            |               |               |        |        |      |
| Simon Progin Nicolas Schori | Synchron   | 61,400        | 8             | –      | –      |      |

## Wassersport

### Schwimmen
Hier finden Jugendwettbewerbe statt. Bei den Frauen ist das die U17 (Jahrgang 1999) und bei den Männern die U19 (Jahrgang 1997).
| Athleten                                                          | Wettbewerb          | Vorlauf         | Vorlauf         | Halbfinale  | Halbfinale | Finale       | Finale | Rang |
| Athleten                                                          | Wettbewerb          | Zeit            | Rang            | Zeit        | Rang       | Zeit         | Rang   | Rang |
| ----------------------------------------------------------------- | ------------------- | --------------- | --------------- | ----------- | ---------- | ------------ | ------ | ---- |
| Frauen                                                            |                     |                 |                 |             |            |              |        |      |
| Jill Benne                                                        | 400 m Freistil      | 4:30,95 min     | 35              | -           | -          | -            | -      |      |
| Jill Benne                                                        | 800 m Freistil      | -               | -               | -           | -          | 9:14,73 min  | 18     | 18   |
| Jill Benne                                                        | 1500 m Freistil     | -               | -               | -           | -          | 17:40,15 min | 13     | 13   |
| Rebecca Peto                                                      | 50 m Freistil       | 27,57 s         | 43              | -           | -          | -            | -      |      |
| Rebecca Peto                                                      | 50 m Brust          | 33,86 s         | 25              | -           | -          | -            | -      |      |
| Rebecca Peto                                                      | 100 m Brust         | 1:14,89 min     | 31              | -           | -          | -            | -      |      |
| Rebecca Peto                                                      | 50 m Schmetterling  | 28,89 s         | 32              | -           | -          | -            | -      |      |
| Zoe Preisig                                                       | 50 m Freistil       | 27,97 s         | 51              | -           | -          | -            | -      |      |
| Zoe Preisig                                                       | 100 m Freistil      | 59,04 s         | 39              | -           | -          | -            | -      |      |
| Zoe Preisig                                                       | 200 m Freistil      | 2:06,22 min     | 26              | -           | -          | -            | -      |      |
| Olivia Sindico                                                    | 50 m Schmetterling  | 29,35 s         | 38              | -           | -          | -            | -      |      |
| Olivia Sindico                                                    | 100 m Schmetterling | 1:04,78 min     | 32              | -           | -          | -            | -      |      |
| Männer                                                            |                     |                 |                 |             |            |              |        |      |
| Jacques Läuffer                                                   | 100 m Brust         | disqualifiziert | disqualifiziert | -           | -          | -            | -      |      |
| Jacques Läuffer                                                   | 200 m Brust         | 2:17,00 min     | 9               | 2:16,89 min | 11         | -            | -      |      |
| Jacques Läuffer                                                   | 200 m Lagen         | 2:06,37 min     | 17              | 2:05,51 min | 14         | -            | -      |      |
| Jacques Läuffer                                                   | 400 m Lagen         | 4:30,11 min     | 20              | -           | -          | -            | -      |      |
| Manuel Leuthard                                                   | 50 m Freistil       | 24,09 s         | 45              | -           | -          | -            | -      |      |
| Manuel Leuthard                                                   | 100 m Freistil      | 52,03 s         | 42              | -           | -          | -            | -      |      |
| Manuel Leuthard                                                   | 200 m Freistil      | 1:56,12 min     | 43              | -           | -          | -            | -      |      |
| Manuel Leuthard                                                   | 50 m Schmetterling  | 26,09 s         | 55              | -           | -          | -            | -      |      |
| Thomas Maurer                                                     | 100 m Rücken        | 59,84 s         | 47              | -           | -          | -            | -      |      |
| Thomas Maurer                                                     | 50 m Brust          | 31,03 s         | 40              | -           | -          | -            | -      |      |
| Thomas Maurer                                                     | 50 m Schmetterling  | 25,34 s         | 34              | -           | -          | -            | -      |      |
| Thomas Maurer                                                     | 100 m Schmetterling | 56,23 s         | 28              | -           | -          | -            | -      |      |
| Andrea Mozzini Vellen                                             | 100 m Freistil      | 53,24 s         | 53              | -           | -          | -            | -      |      |
| Andrea Mozzini Vellen                                             | 200 m Freistil      | 1:52,99 min     | 24              | -           | -          | -            | -      |      |
| Andrea Mozzini Vellen                                             | 400 m Freistil      | 4:01,55 min     | 30              | -           | -          | -            | -      |      |
| Olivier Petignat                                                  | 50 m Freistil       | 23,99 s         | 41              | -           | -          | -            | -      |      |
| Olivier Petignat                                                  | 100 m Freistil      | 52,14 s         | 44              | -           | -          | -            | -      |      |
| Olivier Petignat                                                  | 200 m Freistil      | 1:57,71 min     | 49              | -           | -          | -            | -      |      |
| Cla Remund                                                        | 200 m Freistil      | 1:54,42 min     | 31              | -           | -          | -            | -      |      |
| Cla Remund                                                        | 400 m Freistil      | 4:02,42 min     | 33              | -           | -          | -            | -      |      |
| Cla Remund                                                        | 100 m Schmetterling | 58,13 s         | 51              | -           | -          | -            | -      |      |
| Cla Remund                                                        | 200 m Schmetterling | 2:07,94 min     | 28              | -           | -          | -            | -      |      |
| Timothy Schlatter                                                 | 50 m Rücken         | 27,31 s         | 26              | -           | -          | -            | -      |      |
| Timothy Schlatter                                                 | 100 m Rücken        | 58,99 s         | 38              | -           | -          | -            | -      |      |
| Timothy Schlatter                                                 | 200 m Rücken        | 2:10,65 min     | 34              | -           | -          | -            | -      |      |
| Timothy Schlatter                                                 | 50 m Schmetterling  | 25,94 s         | 50              | -           | -          | -            | -      |      |
| Timothy Schlatter                                                 | 100 m Schmetterling | 59,28 s         | 54              | -           | -          | -            | -      |      |
| Nico Spahn                                                        | 50 m Brust          | 29,66 s         | 32              | -           | -          | -            | -      |      |
| Nico Spahn                                                        | 100 m Brust         | disqualifiziert | disqualifiziert | -           | -          | -            | -      |      |
| Nico Spahn                                                        | 200 m Brust         | 2:26,99 min     | 32              | -           | -          | -            | -      |      |
| Nico Spahn                                                        | 200 m Brust         | 2:26,99 min     | 32              | -           | -          | -            | -      |      |
| Manuel Leuthard Andrea Mozzini Vellen Olivier Petignat Cla Remund | 4×100 m Freistil    | 3:29,38 min     | 12              | -           | -          | -            | -      |      |
| Manuel Leuthard Andrea Mozzini Vellen Olivier Petignat Cla Remund | 4×200 m Freistil    | 7:40,84 min     | 10              | -           | -          | -            | -      |      |
| Manuel Leuthard Thomas Maurer Timothy Schlatter Nico Spahn        | 4×100 m Lagen       | disqualifiziert | disqualifiziert | -           | -          | -            | -      |      |

### Synchronschwimmen
Hier fanden Jugendwettbewerbe statt. Im Synchronwettbewerb traten U19 (Jahrgang 1997) Schwimmerinnen an.
| Athletinnen | Wettbewerb        | Qualifikation | Qualifikation | Finale   | Finale | Rang |
| Athletinnen | Wettbewerb        | Punkte        | Rang          | Punkte   | Rang   | Rang |
| --- | ----------------- | ------------- | ------------- | -------- | ------ | ---- |
| Frauen |                   |               |               |          |        |      |
| Vivienne Koch | Solo              | 147,8864      | 11            | 149,5531 | 11     | 11   |
| Maxence Bellina Maria Piffaretti | Duett             | 148,7515      | 9             | 149,0849 | 9      | 9    |
| Maxence Bellina Anais Bernard Christine Fluri Melisande Jaccard Vivienne Koch Joelle Peschl Maria Piffaretti Pauline Rosselet Lara Soto Couceiro Sarina Weibel | Freie Kombination | 79,4333       | 8             | 79,2000  | 8      | 8    |
| Maxence Bellina Anais Bernard Christine Fluri Melisande Jaccard Vivienne Koch Joelle Peschl Maria Piffaretti Pauline Rosselet Lara Soto Couceiro Sarina Weibel | Team              | 149,0972      | 8             | 150,0639 | 8      | 8    |

### Wasserspringen
Hier fanden die Junioreneuropameisterschaften der U19 (Jahrgang 1997) statt.
| Athleten                         | Wettbewerb            | Vorkampf         | Vorkampf         | Finale           | Finale           | Rang |
| Athleten                         | Wettbewerb            | Punkte           | Rang             | Punkte           | Rang             | Rang |
| -------------------------------- | --------------------- | ---------------- | ---------------- | ---------------- | ---------------- | ---- |
| Frauen                           |                       |                  |                  |                  |                  |      |
| Vivian Barth                     | Kunstspringen 1 Meter | 370,00           | 6                | 377,70           | 9                | 9    |
| Vivian Barth                     | Kunstspringen 3 Meter | 305,30           | 28               | -                | -                |      |
| Madeline Coquoz                  | Kunstspringen 1 Meter | 320,10           | 18               | -                | -                |      |
| Madeline Coquoz                  | Kunstspringen 3 Meter | 349,85           | 16               | -                | -                |      |
| Lara Schilling                   | Kunstspringen 1 Meter | nicht angetreten | nicht angetreten | nicht angetreten | nicht angetreten |      |
| Lara Schilling                   | Kunstspringen 3 Meter | nicht angetreten | nicht angetreten | nicht angetreten | nicht angetreten |      |
| Vivian Barth Madeline Coquoz     | Synchronspringen 3 m  | -                | -                | 235,38           | 7                | 7    |
| Männer                           |                       |                  |                  |                  |                  |      |
| Simon Rieckhoff                  | Kunstspringen 1 Meter | nicht angetreten | nicht angetreten | nicht angetreten | nicht angetreten |      |
| Simon Rieckhoff                  | Kunstspringen 3 Meter | 479,85           | 7                | 448,10           | 11               | 11   |
| Jonathan Suckow                  | Kunstspringen 1 Meter | 472,45           | 5                | 463,90           | 6                | 6    |
| Jonathan Suckow                  | Kunstspringen 3 Meter | 467,15           | 12               | 505,60           | 5                | 5    |
| Jan Wermelinger                  | Kunstspringen 1 Meter | 374,80           | 18               | -                | -                |      |
| Fabian Stepinski Jan Wermelinger | Synchronspringen 3 m  | -                | -                | 262,92           | 5                | 5    |